# 森特哈伯 (新罕布什爾州)
森特哈伯（英語：Center Harbor）是一個位於美國新罕布什爾州貝爾納普縣的鎮。

## 人口
根據2020年美國人口普查的數據，森特哈伯的面積為42.10平方千米，當中陸地面積為34.40平方千米，而水域面積為7.70平方千米。當地共有人口1040人，而人口密度為每平方千米25人。